# American Unitarian Association
American Unitarian Association (AUA) var ett unitariskt trossamfund i Nordamerika, bildat 1825.
1961 gick man samman med Universalist Church of America (UCA) och bildade Unitarian Universalist Association (UUA).
Under årens lopp växte ett missnöje fram bland unitarer inom UUA som tyckte att universalisterna fått för stort utrymme inom det nya samfundet. 1981 höll Carl Scovel en predikan, i Unitarian Church of All Souls i New York, med rubriken "Vad gör en god kristen som du i detta samfund?"
Scovel och hans anhängare hävdade att UUA lämnat sina kristna rötter och utvecklats till en humanistisk, rationalistisk och politiserad rörelse.
År 2000 beslutade dessa att återbilda AUA på dess ursprungliga trosgrundlag. Men UUA hävdade sin äganderätt till namnet AUA och stämde utbrytarna inför domstol. Scovel och hans anhängare valde då att istället anta namnet American Unitarian Conference (AUC).